# 10323 Frazer
10323 Frazer este un asteroid din centura principală de asteroizi.

## Descriere
10323 Frazer este un asteroid din centura principală de asteroizi. A fost descoperit pe 14 noiembrie 1990 la Observatorul La Silla de Eric Walter Elst. El prezintă o orbită caracterizată de o semiaxă mare de 2,28 ua, o excentricitate de 0,18 și o înclinație de 4,0° în raport cu ecliptica.